# 43
Évszázadok: i. e. 1. század – 1. század – 2. század
Évtizedek: i. e. 1-es évek – 1-es évek – 10-es évek – 20-as évek – 30-as évek – 40-es évek – 50-es évek – 60-as évek – 70-es évek – 80-as évek – 90-es évek
Évek: 38 – 39 – 40 – 41 –  42 – 43 – 44 – 45 – 46 – 47 – 48

## Események

### Római Birodalom
- Claudius császárt (helyettese márciustól Sextus Palpellius Hister, augusztustól Aulus Gabinius Secundus, októbertől Quintus Curtius Rufus) és Lucius Vitelliust (helyettese Lucius Pedanius Secundus és	Spurius Oppius) választják consulnak.
- Megkezdődik Britannia római meghódítása. Aulus Plautius mintegy 20 ezer katonával áthajózik a szigetre. Az inváziós haderő része a Vespasianus által vezetett Legio II Augusta.
- A brit törzsek Togodumnus (a catuvellaunusok királya) és fivére, Caratacus vezetésével egyesülnek, de a kétnapos medwayi csatában vereséget szenvednek a rómaiaktól.
- Claudius a praetoriánus gárdával és harci elefántokkal szintén Britanniába érkezik, de csatára már nem kerül sor. Tizenegy brit törzsfő kapitulál a császár előtt, aki ezután visszatér Rómába.
- Camoludunumban (ma Colchester) erőd épül, a rómaiak itt állítják fel a leendő provincia székhelyét.
- Claudius a felesége, Messalina nyomására paráználkodással vádolja és kivégezteti unokahúgát, Iulia Liviát.
- Claudius a birodalomba annektálja Kis-Ázsiában a régóta római kliensállam Lükiát. Ezzel a Földközi-tenger teljes partvonala közvetlen római irányítás alá kerül.
- Claudius colonia (város) rangra emeli Savariát (ma Szombathely)
- Egy népszámlálás szerint 6 944 000 zsidó él a birodalomban.

### Távol-Kelet
- Ma Jüan kínai hadvezér leveri a Trưng nővérek lázadását, Trưng Trắc és Trưng Nhị királynőket lefejezteti és visszaállítja a kínai uralmat a mai Észak-Vietnamban.

## Halálozások
- Iulia Livia, Tiberius császár unokája
- Togodumnus, a catuvellaunusok királya
- a Trưng nővérek

## Fordítás
- Ez a szócikk részben vagy egészben  a(z)   43 című francia Wikipédia-szócikk ezen változatának fordításán alapul.  Az eredeti cikk szerkesztőit annak laptörténete sorolja fel. Ez a jelzés csupán a megfogalmazás eredetét és a szerzői jogokat jelzi, nem szolgál a cikkben szereplő információk forrásmegjelöléseként.